# Tensor de Maxwell
El tensor de tensions de Maxwell o Tensor de Maxwell (en honor de James Clerk Maxwell) és un objecte matemàtic en la física, més concretament es tracta d'un tensor de segon rang utilitzat en electromagnetisme clàssic per representar la interacció entre les forces electromagnètiques i l'impuls mecànic. En situacions simples, com ara una càrrega puntual que es mou lliurement en un camp magnètic homogeni, és fàcil de calcular les forces de les càrregues segons la llei de la força de Lorentz. Quan la situació es torna més complexa, aquest procediment ordinari pot arribar a ser increïblement difícil, amb equacions que abasten diverses línies. Per tant, és convenient recollir molts d'aquests termes en el tensor de tensions de Maxwell i utilitzar l'aritmètica tensor per trobar la resposta al problema en qüestió.

## Motivació
Com veurem a continuació, la força electromagnètica s'escriu en termes de B i E, usant el càlcul vectorial i les equacions de Maxwell en els termes que contenen E i B es busquen per simetria, i la introducció del tensor de tensions de Maxwell simplifica el resultat.
| Nom                                                         | Forma diferencial |
| ----------------------------------------------------------- | --- |
| Llei de Gauss (en el buit)                                  | {\displaystyle \nabla \cdot \mathbf {E} ={\frac {\rho }{\epsilon _{0}}}}                                                           |
| Llei de Gauss pel magnetisme                                | {\displaystyle \nabla \cdot \mathbf {B} =0}                                                                                        |
| Equació de Maxwell–Faraday (llei de la inducció de Faraday) | {\displaystyle \nabla \times \mathbf {E} =-{\frac {\partial \mathbf {B} }{\partial t}}}                                            |
| Llei d'Ampère (en el buit) (amb la correcció de Maxwell)    | {\displaystyle \nabla \times \mathbf {B} =\mu _{0}\mathbf {J} +\mu _{0}\epsilon _{0}{\frac {\partial \mathbf {E} }{\partial t}}\ } |
- Començant amb la llei de la força de Lorentz

{\displaystyle \mathbf {F} =q(\mathbf {E} +\mathbf {v} \times \mathbf {B} )}
la força per unitat de volum per una distribució de càrrega desconeguda és
{\displaystyle \mathbf {f} =\rho \mathbf {E} +\mathbf {J} \times \mathbf {B} }
- Següent, ρ i J pot ser substituït pels camps E i B, utilitzant la llei de Gauss i la llei d'Ampère:

{\displaystyle \mathbf {f} =\epsilon _{0}\left({\boldsymbol {\nabla }}\cdot \mathbf {E} \right)\mathbf {E} +{\frac {1}{\mu _{0}}}\left({\boldsymbol {\nabla }}\times \mathbf {B} \right)\times \mathbf {B} -\epsilon _{0}{\frac {\partial \mathbf {E} }{\partial t}}\times \mathbf {B} \,}
- La derivada en el temps es pot reescriure a alguna cosa que es pot interpretar físicament, és a dir, el vector de Poynting. Usant la regla del producte i la llei de Faraday dona:

{\displaystyle {\frac {\partial }{\partial t}}(\mathbf {E} \times \mathbf {B} )={\frac {\partial \mathbf {E} }{\partial t}}\times \mathbf {B} +\mathbf {E} \times {\frac {\partial \mathbf {B} }{\partial t}}={\frac {\partial \mathbf {E} }{\partial t}}\times \mathbf {B} -\mathbf {E} \times ({\boldsymbol {\nabla }}\times \mathbf {E} )\,}
i podem tornar a escriure f com:
{\displaystyle \mathbf {f} =\epsilon _{0}\left({\boldsymbol {\nabla }}\cdot \mathbf {E} \right)\mathbf {E} +{\frac {1}{\mu _{0}}}\left({\boldsymbol {\nabla }}\times \mathbf {B} \right)\times \mathbf {B} -\epsilon _{0}{\frac {\partial }{\partial t}}\left(\mathbf {E} \times \mathbf {B} \right)-\epsilon _{0}\mathbf {E} \times ({\boldsymbol {\nabla }}\times \mathbf {E} )\,},
aleshores, agrupant els termes per E i B tenim:
{\displaystyle \mathbf {f} =\epsilon _{0}\left[({\boldsymbol {\nabla }}\cdot \mathbf {E} )\mathbf {E} -\mathbf {E} \times ({\boldsymbol {\nabla }}\times \mathbf {E} )\right]+{\frac {1}{\mu _{0}}}\left[-\mathbf {B} \times \left({\boldsymbol {\nabla }}\times \mathbf {B} \right)\right]-\epsilon _{0}{\frac {\partial }{\partial t}}\left(\mathbf {E} \times \mathbf {B} \right)\,}.
- Un terme que sembla "absent" per la simetria de E i B, es pot aconseguir introduint (∇ • B)B segons la llei de Gauss per al magnetisme:

{\displaystyle \mathbf {f} =\epsilon _{0}\left[({\boldsymbol {\nabla }}\cdot \mathbf {E} )\mathbf {E} -\mathbf {E} \times ({\boldsymbol {\nabla }}\times \mathbf {E} )\right]+{\frac {1}{\mu _{0}}}\left[({\boldsymbol {\nabla }}\cdot \mathbf {B} )\mathbf {B} -\mathbf {B} \times \left({\boldsymbol {\nabla }}\times \mathbf {B} \right)\right]-\epsilon _{0}{\frac {\partial }{\partial t}}\left(\mathbf {E} \times \mathbf {B} \right)\,}.
Eliminant els rínxols (que són força complicats de calcular) usant la identitat del càlcul vectorial
{\displaystyle {\tfrac {1}{2}}{\boldsymbol {\nabla }}(\mathbf {A} \cdot \mathbf {A} )=\mathbf {A} \times ({\boldsymbol {\nabla }}\times \mathbf {A} )+(\mathbf {A} \cdot {\boldsymbol {\nabla }})\mathbf {A} },
condueix a:
{\displaystyle \mathbf {f} =\epsilon _{0}\left[({\boldsymbol {\nabla }}\cdot \mathbf {E} )\mathbf {E} +(\mathbf {E} \cdot {\boldsymbol {\nabla }})\mathbf {E} \right]+{\frac {1}{\mu _{0}}}\left[({\boldsymbol {\nabla }}\cdot \mathbf {B} )\mathbf {B} +(\mathbf {B} \cdot {\boldsymbol {\nabla }})\mathbf {B} \right]-{\frac {1}{2}}{\boldsymbol {\nabla }}\left(\epsilon _{0}E^{2}+{\frac {1}{\mu _{0}}}B^{2}\right)-\epsilon _{0}{\frac {\partial }{\partial t}}\left(\mathbf {E} \times \mathbf {B} \right)\,}.
- Aquesta expressió conté tots els aspectes de l'electromagnetisme i la força, i és relativament fàcil de calcular. Es pot escriure de forma més compacta mitjançant la introducció del tensor de tensions de Maxwell,

{\displaystyle \sigma _{ij}\equiv \epsilon _{0}\left(E_{i}E_{j}-{\frac {1}{2}}\delta _{ij}E^{2}\right)+{\frac {1}{\mu _{0}}}\left(B_{i}B_{j}-{\frac {1}{2}}\delta _{ij}B^{2}\right)\,},
podem observar que tot excepte l'últim terme es pot escriure com la divergència de:
{\displaystyle \mathbf {f} +\epsilon _{0}\mu _{0}{\frac {\partial \mathbf {S} }{\partial t}}\,=\nabla \cdot \mathbf {\sigma } },
on per fi hem intoduït el vector de Poynting, 
{\displaystyle \mathbf {S} ={\frac {1}{\mu _{0}}}\mathbf {E} \times \mathbf {B} }.

## Equació
En física, el tensor de tensions de Maxwell és el tensor de tensions d'un camp electromagnètic. Com derivat anteriorment en unitats del SI, que està donada per:
{\displaystyle \sigma _{ij}=\epsilon _{0}E_{i}E_{j}+{\frac {1}{\mu _{0}}}B_{i}B_{j}-{\frac {1}{2}}{\bigl (}{\epsilon _{0}E^{2}+{\tfrac {1}{\mu _{0}}}B^{2}}{\bigr )}\delta _{ij}},
on ε0 és la constant elèctrica i μ0 és la constant magnètica. E, és el camp elèctric, B és el camp magnètic i δij és delta de Kronecker. En unitats gaussianes cgs d'ús més comú en els llibres de text de física, està donada per:
{\displaystyle \sigma _{ij}={\frac {1}{4\pi }}\left(E_{i}E_{j}+H_{i}H_{j}-{\frac {1}{2}}(E^{2}+H^{2})\delta _{ij}\right)},
on H és el camp magnètic.
Una forma alternativa d'expressar aquest tensor és:
{\displaystyle {\overset {\leftrightarrow }{\mathbf {\sigma } }}={\frac {1}{4\pi }}\left[\mathbf {E} \otimes \mathbf {E} +\mathbf {H} \otimes \mathbf {H} -{\frac {E^{2}+H^{2}}{2}}(\mathbf {\hat {x}} \otimes \mathbf {\hat {x}} +\mathbf {\hat {y}} \otimes \mathbf {\hat {y}} +\mathbf {\hat {z}} \otimes \mathbf {\hat {z}} )\right]},
on ⊗ és el producte tensorial.

## Magnetisme
Si el camp magnètic es troba sol (cert en gran manera en els motors, per exemple), alguns dels termes de, i es converteix en l'equació en unitats SI:
{\displaystyle \sigma _{ij}={\frac {1}{\mu _{0}}}B_{i}B_{j}-{\frac {1}{2\mu _{0}}}B^{2}\delta _{ij}\,.}
Per als objectes cilíndrics, com ara el rotor d'un motor, aquest se simplifica encara més a:
{\displaystyle \sigma _{rt}={\frac {1}{\mu _{0}}}B_{r}B_{t}-{\frac {1}{2\mu _{0}}}B^{2}\delta _{rt}\,.}
on r és la component radial (cap a fora des del cilindre), i t és la component tangencial (al voltant del cilindre). És la força tangencial que fa girar el motor. Br és la densitat de flux en la direcció radial, i Bt és la densitat de flux en la direcció tangencial.